# بلخاب، افغانستان
بلخاب، افغانستان (به لاتین: Balkhab و به لهجه ی محلی balkhaw) یک ولسوالی در افغانستان است که در ولایت سرپل واقع شده‌است.